# Celastrina nigra
Espèce
Celastrina nigra est une espèce de papillons de la famille des Lycaenidae, de la sous-famille des Polyommatinae, du genre Celastrina.

## Dénominations
Celastrina nigra a été nommé par William Forbes (d) en 1960.
Synonyme : Celastrina ebenina Clench, 1972.

### Noms vernaculaires
Celastrina nigra se nomme en anglais Dusky Azure, Spring Sooty ou encore Sooty Azure.

## Description
L'Azur estival est un petit papillon d'une envergure de 22 à 32 mm, qui présence un dimorphisme sexuel : le dessus du mâle est d'un gris marron, presque noir celui de la femelle est gris-bleu clair bordé de gris marron
Le revers est gris pâle, orné d'une ligne submarginale de points très noirs surmontés d'une ligne de chevrons,

## Biologie

### Période de vol et hivernation
Il vole en une génération en avril et mai.
Il hiverne au stade nymphal.

### Plantes hôtes
La plante hôte de sa chenille est  Aruncus dioicus.

## Écologie et distribution
L'Azur estival est présent en Amérique du Nord, dans l'Est des États-Unis dans les Appalaches, dans les États de Pennsylvanie, Virginie, Virginie-Occidentale, dans le Sud de l'Ohio, le Kentucky, l'Est du Tennessee et l'Ouest de la Caroline du Nord ainsi que sous forme d'isolats en Illinois, Missouri, Arkansas et Mississippi.

### Biotope
Il est présent dans les bois clairs.

### Protection
Son habitat doit être protégé des plantes invasives.